# Scott y Milá
Scott y Milá fue un programa de televisión español que se emitió en #0 de Movistar+. Fue estrenado el 28 de febrero de 2019 y es presentado por Mercedes Milá. Está producido por Zanskar Producciones y Movistar+. El 10 de junio de 2021, se emitió el último programa.

## Historia
Tras su convulsa salida de Mediaset España, el 3 de mayo de 2018 se da a conocer su fichaje por Movistar+. Ese mismo día, se dio a conocer el nombre de su nuevo programa: Scott y Milá, el cual se estrenaría en el canal #0. El programa está producido en colaboración con Movistar+ y Zanskar Producciones; se estrenó por primera vez el 28 de febrero de 2019.
Las grabaciones de la segunda temporada, se vieron afectadas en varias ocasiones por la pandemia COVID-19. El 11 de marzo de 2020, "saltaron las alarmas" al trascender a los medios de comunicación, que Mercedes Milá junto a su equipo, se habían quedado atrapados en la ciudad de Roma, Italia tras el cierre de fronteras; mientras, terminaban de grabar el episodio bajo el título: Curso del 68. Finalmente pudieron regresar a nuestro país, horas previas al confinamiento domiciliario.
Sin embargo, la primera tanda de episodios junto al del Curso del 68 se pudieron estrenar sin mayor retraso el 13 de abril de 2020. La segunda tanda, se terminó de grabar en verano de 2020, emitiéndose a partir del 11 de octubre de 2020.
En noviembre de 2020, se confirmó que el programa había sido renovado por una tercera temporada y que las grabaciones de la misma ya habían empezado. La tanda de episodios de la tercera temporada, llegaron a #0 de Movistar+ el 20 de mayo de 2021.
El 10 de junio de 2021, Movistar+ anunció, vía Twitter, el final del programa tras la emisión del episodio número 20. Además, confirmó que Mercedes Milá seguiría ligada al grupo con un nuevo formato de entrevistas.

## Sinopsis
Tras muchos años de vida y cámaras, superado un bache personal, Mercedes Milá renace en televisión. La Milá de 'Scott y Milá' es ella misma, sin filtros, en un registro nunca visto. Junto a ella, el perro Scott, fiel y alegre compañero de expedición.
A lo largo de los episodios cabalgarán juntos, aunque no siempre revueltos, en busca de historias que, partiendo de la experiencia vital, nos conectan a todos. Explorarán temas como el renacer y la búsqueda del propósito vital, la naturaleza del amor animal, la identidad o la eco-conciencia. Lo harán sin filtros ni fronteras, de Barcelona a Bombay pasando por Málaga y el Congo.

## Episodios
| Temporada | Temporada | Episodios | Episodios                | Lanzamiento original     | Lanzamiento original  |
| --------- | --------- | --------- | ------------------------ | ------------------------ | --------------------- |
|           | 1         | 8         | 4                        | 28 de febrero de 2019    | 28 de febrero de 2019 |
| 4         | 1         | 8         | 19 de septiembre de 2019 | 19 de septiembre de 2019 |                       |
|           | 2         | 8         | 4                        | 13 de abril de 2020      | 13 de abril de 2020   |
| 4         | 2         | 8         | 11 de octubre de 2020    | 11 de octubre de 2020    |                       |
|           | 3         | 4         | 4                        | 20 de mayo de 2021       | 20 de mayo de 2021    |

### Primera Temporada (2019)
| N.º | Título          | Dirigido por  | Escrito por                     | Fecha de lanzamiento original |
| --- | --------------- | ------------- | ------------------------------- | ----------------------------- |
| 1 | «Renacer»       | David Moncasi | Beatriz Martínez y Carmen Díaz  | 28 de febrero de 2019         |
| A sus 67 años, Mercedes Milá, después de un bache personal y antes de emprender su nuevo viaje junto a Scott, necesita saber cómo está. Se someterá a pruebas, escuchará a médicos y a mujeres sabias, y encontrará su propósito vital.                |                 |               |                                 |                               |
| 2 | «Amor animal»   | David Moncasi | Beatriz Martínez y Carmen Díaz  | 7 de marzo de 2019            |
| El apoyo de Scott para superar su depresión fue para ella un descubrimiento vital. Para conocer más sobre el amor animal, Milá nos lleva al mayor santuario de chimpancés de África y conversa con gente extraordinaria, como Jane Goodall.            |                 |               |                                 |                               |
| 3 | «Identidad»     | David Moncasi | Beatriz Martínez                | 14 de marzo de 2019           |
| A bordo de su caravana, Scott y Milá recorren Cataluña, para entender en qué consiste la Identidad y buscar de la propia Mercedes, que no lo tiene nada claro.                                                                                         |                 |               |                                 |                               |
| 4 | «EcoConciencia» | David Moncasi | Beatriz Martínez                | 21 de marzo de 2019           |
| Nos cargamos el planeta: Scott y Milá buscan gente inspiradora para superar el escepticismo y actuar. Acabarán en Bombay con Afroz Shah, campeón del mundo de la Tierra.                                                                               |                 |               |                                 |                               |
| 5 | «Amor»          | David Moncasi | Nerea Crespo                    | 19 de septiembre de 2019      |
| Mercedes Milá está convencida de que el amor mueve el mundo: en Nueva York, Helen Fisher le explica la química cerebral amorosa. Con Pablo Piñeiro conoce el poliamor. Y con distintas personas y parejas, comparte experiencias maravillosas.         |                 |               |                                 |                               |
| 6 | «Mujeres»       | David Moncasi | Nerea Crespo y Beatriz Martínez | 26 de septiembre de 2019      |
| Mercedes Milá se declara feminista y aborda la lucha de las mujeres por la igualdad. Sin hombres. Con mujeres conocidas y anónimas, supervivientes de violencia de género, artistas, estudiantes... Viajeras que confluyen en la manifestación del 8M. |                 |               |                                 |                               |
| 7 | «Fama»          | David Moncasi | Nerea Crespo                    | 3 de octubre de 2019          |
| Mercedes Milá es una de las figuras más mediáticas de nuestro país y cree que la fama debe revertirse a la sociedad. Junto al exfutbolista francés Lilian Thuram, viaja hasta un campo de refugiados en Grecia para denunciar la crisis migratoria.    |                 |               |                                 |                               |
| 8 | «Depresión»     | David Moncasi | Nerea Crespo                    | 10 de octubre de 2019         |
| Mercedes Milá ha batallado contra la depresión y sabe que se puede volver a estar bien. Por eso combate el estigma de la salud mental para animar a la gente enferma a pedir ayuda y vencer esta enfermedad.                                           |                 |               |                                 |                               |

### Segunda Temporada (2020)
| N.º | Título                          | Dirigido por  | Escrito por                     | Fecha de lanzamiento original |
| --- | ------------------------------- | ------------- | ------------------------------- | ----------------------------- |
| 1 | «Curso del 68»                  | David Moncasi | Nerea Crespo y Isabel Fernández | 13 de abril de 2020           |
| Mercedes Milá y cuatro antiguas compañeras del Sagrado Corazón deciden hacer juntas un viaje a Roma que quedó pendiente hace 50 años. El viaje tiene como telón de fondo la ciudad de Roma que empieza a verse asediada por el coronavirus.           |                                 |               |                                 |                               |
| 2 | «La sexualidad femenina»        | David Moncasi | Nerea Crespo                    | 20 de abril de 2020           |
| Mercedes pertenece a una generación de mujeres que no recibió ningún tipo de educación sexual. En este episodio Scott&Milá pone el foco en la sexualidad femenina, que a pesar de los años sigue siendo una gran desconocida rodeada de falsos mitos. |                                 |               |                                 |                               |
| 3 | «La felicidad está en el campo» | David Moncasi | Nerea Crespo                    | 27 de abril de 2020           |
| Mercedes Milá siente fascinación por la naturaleza y está convencida de que vivir en contacto con lo natural le hace estar en paz. Pero ¿es realmente así? ¿Somos más felices en el campo? ¿O todo esto no es más que una quimera?                    |                                 |               |                                 |                               |
| 4 | «Amar los libros»               | David Moncasi | Nerea Crespo                    | 4 de mayo de 2020             |
| Mercedes Milá siente pasión por los libros. Su amor es tal que se ha convertido en librera y ha aceptado el reto de escribir un libro. |                                 |               |                                 |                               |
| 5 | «Familia»                       | David Moncasi | Nerea Crespo                    | 11 de octubre de 2020         |
| Mercedes Milá es una gran defensora de la familia. Está orgullosa de la educación y los valores que le inculcaron sus padres y que ahora ve en sus sobrinos. Su familia ha sido y continúa siendo uno de los pilares más importantes de su vida.      |                                 |               |                                 |                               |
| 6 | «Empatía animal»                | David Moncasi | Nerea Crespo                    | 18 de octubre de 2020         |
| Mercedes quiere entender mejor a los animales. Nos curan, nos protegen o nos acompañan, pero no sabemos nada sobre su lenguaje, su inteligencia, sus sentimientos o sus derechos. Desde terapias con animales hasta ratas capaces de detectar minas.  |                                 |               |                                 |                               |
| 7 | «Música»                        | David Moncasi | Nerea Crespo                    | 25 de octubre de 2020         |
| Mercedes Milá junto con su inseparable Scott vuelve a mostrarnos su mundo más personal. El deseo de escuchar y ayudar, llevan a Mercedes a conocer a gente con experiencias vitales muy singulares en diferentes rincones del mundo.                  |                                 |               |                                 |                               |
| 8 | «Baile»                         | David Moncasi | Nerea Crespo                    | 1 de noviembre de 2020        |
| Mercedes Milá junto con su inseparable Scott vuelve a mostrarnos su mundo más personal. El deseo de escuchar y ayudar, llevan a Mercedes a conocer a gente con experiencias vitales muy singulares en diferentes rincones del mundo.                  |                                 |               |                                 |                               |

### Tercera Temporada (2021)
| N.º | Título                 | Dirigido por  | Escrito por       | Fecha de lanzamiento original |
| --- | ---------------------- | ------------- | ----------------- | ----------------------------- |
| 1 | «Sexualidad masculina» | David Moncasi | Isabel F. Corella | 20 de mayo de 2021            |
| Después de descubrirnos la sexualidad femenina, Mercedes Milá se adentra en el mundo de la sexualidad masculina. Hablando con diferentes generaciones de hombres y escuchando a expertos, Mercedes rompe falsos mitos y descubre que se trata de una sexualidad tan compleja y desconocida como la de las mujeres. La educación sexual progresa e incluso se habla de una revolución sexual masculina en la que emergen nuevas masculinidades que conciben el sexo de otra manera. |                        |               |                   |                               |
| 2 | «Comida del futuro»    | David Moncasi | Isabel F. Corella | 27 de mayo de 2021            |
| Mercedes lleva una alimentación variada y equilibrada en la que intenta consumir productos ecológicos de proximidad y evitar el consumo excesivo de carne y azúcares refinados. Los expertos coinciden en que el actual modelo de alimentación es insostenible. Mercedes reflexionará sobre lo que comemos, si es sostenible la producción de alimentos a nivel mundial y buscará soluciones y respuestas a cómo será la alimentación del futuro.                                  |                        |               |                   |                               |
| 3 | «La buena educación»   | David Moncasi | Isabel F. Corella | 3 de junio de 2021            |
| En este episodio Mercedes se preguntará cuánto ha cambiado la manera de enseñar y de aprender desde su etapa educativa hasta los colegios de hoy en día. Mercedes se empapará de vocación y hablará con personas que defienden con entusiasmo formas diferentes de enseñar. En nuestro país, o en otros lugares del mundo. |                        |               |                   |                               |
| 4 | «Soy Scott»            | David Moncasi | Isabel F. Corella | 10 de junio de 2021           |
| Diez millones de españoles tienen un perro como animal de compañía en casa. Son la mascota por excelencia y, en muchos casos, son uno más de la familia. Los humanos interactuamos con ellos como si nos entendiesen, pero ¿realmente lo hacen? ¿Piensan? ¿Existe una consciencia perruna? ¿Los humanizamos demasiado? Mercedes lleva tiempo preguntándose cómo es el pensamiento de Scott.                                                                                        |                        |               |                   |                               |

## Notables invitados
| - Almudena Hernando: arqueóloga. (Episodio 3) - Santi Vila: historiador y político. (Episodio 3) - Brenda Chávez: escritora y periodista. (Episodio 4) - Ricardo Sagarminaga: biólogo marino. (Episodio 4) - Helen Fisher: antropóloga (Episodio 5) - Patricia Sornosa: humorista (Episodio 6) - Eva Llorach: actriz (Episodio 6) - Alicia C. Montano: periodista (Episodio 6) - Sara Gómez: ingeniera (Episodio 6) - Lita Cabellut: pintora (Episodio 6) - Javier Sardá: periodista y presentador. (Episodio 7) - Suso Álvarez: concursante de GH16 y colaborador de TV. (Episodio 7) - Romuald Fons: Bigseo Marketing (Episodio 7) - Anna Boada: exdeportista de élite. (Episodio 8) - Rafael Yuste: neurobiólogo español. (Episodio 8) | - Erika Lust: productora y directora de cine. (Episodio 2) - Lucía Dominguín: empresaria. (Episodio 3) - Paola Dominguín: empresaria, actriz y diseñora de moda. (Episodio 3) - Megan Maxwell: escritora. (Episodio 4) - Montse Serrano: librera y escritora. (Episodio 4) - Franco Maria Ricci: editor de libros. (Episodio 4) - Enrique Rubio: agente de música clásica. (Episodio 7) - James Rhodes: pianista (Episodio 7) - Luis Ángel de Benito: director de música y locutor de radio en RNE Clásica. (Episodio 7) - Javier Camarena: tenor. (Episodio 7) - Fernando Velázquez: Compositor y director de orquesta. (Episodio 7) - Peter Lovatt, alias Mr. Dance: psicólogo del baile. (Episodio 8) - José Galán: bailaor de flamenco. (Episodio 8) - Chase Johnsey: director de ballet de Barcelona. (Episodio 8) - Éva Puztai: bailarina y superviviente de Auschwitz. (Episodio 8) |

#### Tercera temporada
- Erick Pescador: psicólogo y sexólogo. (Episodio 1)
- Francisco Cabello: psicólogo y sexólogo. (Episodio 1)
- Edu Sotos: periodista. (Episodio 1)
- Ángel León: chef con Estrella Michelin. (Episodio 2)
- Louise Fresco: presidenta de la Universidad de Wageningen, Países Bajos. (Episodio 2)
- Francesco Tonucci: psicopedagogo. (Episodio 3)
- Kersti Kaljulaid: política y presidenta de Estonia (Episodio 3)
- Dani Rovira: actor y humorista. (Episodio 4)

## Reconocimientos
| Año  | Premiación   | Categoría                        | Nominado(s)   | Resultado | Ref.   |
| ---- | ------------ | -------------------------------- | ------------- | --------- | ------ |
| 2021 | Premios Iris | Mejor Presentador/a de Programas | Mercedes Milá | Nominada  | [ 19 ] |